# Phlegra msilana
Phlegra msilana är en spindelart som beskrevs av Prószynski 2003. Phlegra msilana ingår i släktet Phlegra och familjen hoppspindlar. Inga underarter finns listade i Catalogue of Life.